# Raoul Achilli
Raoul Achilli (Pesaro, 19 giugno 1921 – battaglia di Nikolajewka, 26 gennaio 1943) è stato un militare italiano, decorato di Medaglia d'oro al valor militare alla memoria nel corso della seconda guerra mondiale.

## Biografia
Nacque a Pesaro il 19 giugno 1921, figlio di Milano e Caterina Mazzoli. Nel corso degli anni trenta del XX secolo la sua famiglia si trasferì a San Vittore Olona, per trovare lavoro in una delle tante aziende della cittadina. Pochi anni dopo la famiglia si trasferì a Legnano.  Non ancora compiuto i diciotto anni si arruolava nel Regio Esercito, frequentando la Scuola Centrale Militare di alpinismo di Aosta in qualità di aspirante specializzato sciatore e rocciatore. Divenuto soldato scelto, nel maggio 1939 fu assegnato al battaglione alpini "Edolo" del 5º Reggimento alpini, e all'atto dell'entrata in guerra del Regno d'Italia, avvenuta il 10 giugno 1940, combatte sul fronte occidentale contro le truppe francesi. Dopo l'inizio della guerra contro la Grecia, nel novembre 1940 partì per l'Albania per combattere su quel fronte. Nominato comandante di squadra esploratori, e promosso sergente maggiore, nel luglio 1942 partì per il fronte orientale al seguito del suo reggimento, inquadrato nella 2ª Divisione alpina "Tridentina" in forza all'ARMIR. Cadde in combattimento il 26 gennaio 1943, durante il corso della battaglia di Nikolajewka. Per onorarne il coraggio fu decretata la concessione della Medaglia d'oro al valor militare alla memoria.

### Fonti
1. ↑  Gruppo Medaglie d'Oro al Valor Militare 1965, p. 199.
2. 1 2 3 4 5  Bianchi, Cattaneo 2011, p. 429.
3. ↑  Agrati 2001, pp. 165-166.
4. ↑   Medaglia d'oro al valor militare Raoul Achilli, su quirinale.it, Quirinale. URL consultato il 10 luglio 2020.
5. ↑  Registrato alla Corte dei conti lì 4 marzo 1949, Esercito registro 7, foglio 9.